# ليلة سعيدة وحظ سعيد (فلم)
ليلة سعيدة وحظ سعيد (بالإنجليزية: Good Night, and Good Luck) هو فيلم دراما تم إنتاجه في الولايات المتحدة وصدر في سنة 2005. الفيلم من إخراج جورج كلوني.

## طاقم التمثيل
- ديفيد ستراثيرن
- باتريسيا كلاركسون
- فرانك لانجيلا

## الميزانية والإيرادات
بلغت تكلفة إنتاج الفيلم حوالي 7 ملايين دولار بينما حقق أرباحا تقدر بـ 56.5 مليون دولار.

### ترشيحات وجوائز
| السنة | الحدث  | الفئة     | النتيجة |
| ----- | ------ | --------- | ------- |
|       | أوسكار | أفضل فيلم | ترشـيـح |

## وصلات خارجية
- مقالات تستعمل روابط فنية بلا صلة مع ويكي بيانات